# Guan Dao
Guan Dao, auch: Guandao (chinesisch 關刀 / 关刀, Pinyin guāndāo, W.-G. kwan-tao, Jyutping gwaan1dou1) ist eine Stangenwaffe aus China, die nach General Guan Yu (160–219 n. Chr.) aus der Zeit der drei Reiche benannt ist. Daher wird sie umgangssprachlich auch als General-Guan-Glefe / General-Guan-Hellebarde (veraltend: General-Kwan-Glefe / General-Kwan-Hellebarde), bzw. kurz als Guan-Glefe / Guan-Hellebarde (veraltend: Kwan-Glefe, Kwan-Hellebarde) bezeichnet. Sie ähnelt von der Form her der europäischen Glefe, hat aber eine breitere Klinge. Somit entspricht sie von der Klingenbreite her dem Rossschinder, jedoch nicht in der Verwendung.

## Beschreibung

Guan Dao

Der ursprüngliche Name von General Guan Yus Waffe lautet „Sichelmondglefe/-hellebarde des Blaugrünen Drachen“ (青龍偃月刀 / 青龙偃月刀,  Qīnglóng Yǎnyuèdāo). Sie soll ein Gewicht von etwa 45 kg gehabt haben. Diese Waffe hat heute in China eine religiöse Bedeutung. In vielen Klöstern gibt es Kopien dieser Waffe. Es handelt sich um einen langen Stiel, auf dem oben eine schwere, breite Klinge mit hakenähnlicher Spitze und einem zusätzlichen Haken auf der Klingenrückseite montiert ist. An dem zusätzlichen Haken ist häufig eine rote Kordel mit einer Quaste geknüpft, die den Gegner ablenken soll. Das Stielende ist oft mit einer Metallspitze versehen, die als Waffe und Gegengewicht dient.
Die Handhabung des Guan Dao wird als vergleichsweise schwierig beschrieben und erfordert viel Übung. Sie gehört zu den fortgeschrittenen Waffen in den chinesischen Kampfkünsten. Einzelne Exemplare wiegen teils über 40 kg (historische Waffen aus Gusseisen), heutige Übungs-Guan-Dao sind jedoch deutlich leichter.